# Facino Cane
Facino Cane é um conto francês de Honoré de Balzac, publicado primeiramente em 1837 nas edições Delloye et Lecou, no tomo XII dos Estudos filosóficos, depois em 1843 sob o título Père Canet, antes de ser incluído, no ano seguinte, nas Cenas da vida parisiense da Comédia Humana, ao lado de A Missa do Ateu e de Sarrasine, no tomo X da edição Furne, na qual Balzac devolveu-lhe o título original. Na edição brasileira da série, pela editora Globo, se encontra no volume IX.
É uma das narrativas mais curtas da Comédia Humana. Assemelha-se, ao mesmo tempo, a um história de aventuras e um estudo de costumes. Sobre ela escreveu Paulo Rónai: "Achamos quase desnecessário assinalar aos leitores as belezas do conto, sobretudo o que há nele de intensidade e força. Com que arte o autor funde em harmoniosa unidade o episódio inicial de seus passeios nos bairros proletários da moderna Paris e a fulgurante história oriental do velho Facino Cane, tão condottiere, tão filho da Renascença!

## Enredo
O narrador, convidado a uma festa de bodas, encontra lá uma orquestra que consiste em três músicos cegos. O que tocava clarinete, de nome Facino Cane, conta-lhe a história de sua vida: nobre originário de Veneza, apaixona-se em 1760 pela esposa de um senador. Facino mata o marido quando este surpreende os dois apaixonados; é condenado e encarcerado nas masmorras do palácio ducal. Quando tenta fugir cavando um túnel, ele descobre um tesouro oculto no palácio. Com a cumplicidade de um dos carcereiros, ele foge, levando consigo parte do tesouro. Durante alguns anos, leva uma vida de luxo nas capitais europeias, mas é acometido, em 1770, pela cegueira. Sua amante o trai e leva embora seu butim.
Facino se gaba de uma capacidade singular: pressentir a presença do ouro, sendo arrastado a ele quase que como um vício. Ele propõe ao narrador acompanhá-lo a Veneza para encontrarem juntos o tesouro do palácio ducal, projeto que não se realiza devido à morte súbita de Facino.